# Pacto Nacional para la Democracia y el Desarrollo
El Pacto Nacional para la Democracia y el Desarrollo (PNDD-ADIL) (en francés: Pacte National pour la Démocratie et le Développement) es un partido político de Mauritania, gestado por el entonces Ministro de la Secretaría General de la Presidencia de la República, Yahya Ould Ahmed El Waghef, en agosto de 2007 con la intención declarada de conformar la mayoría que sostuvo al presidente Sidi Ould Cheij Abdallahi en las elecciones presidenciales de ese año y que en la crisis política de 2008, con El Waghef como primer ministro, tenía la mayoría parlamentaria en la Asamblea Nacional. En la crisis del verano de 2008, su Secretario general, Mohamed Lemine Ould Aboye, abandonó al formación.
Durante el golpe de Estado de 2008, el partido rechazó el golpe y se unió a las fuerzas políticas que apoyaron al Presidente depuesto, Sidi Ould Cheikh Abdallahi, uniéndose a otras formaciones políticas en el Frente Nacional de Defensa de la Democracia.